# Château de Saint-Ulrich
Pour les articles homonymes, voir Ribeaupierre (homonymie).
Le château de Grand-Ribeaupierre (en allemand : Rappolstein), également connu sous le nom du château de Saint-Ulrich, est l’un des trois châteaux (avec le Girsberg et le Haut-Ribeaupierre) qui dominent la commune française de Ribeauvillé, dans le Haut-Rhin. Il est situé à 528 m d'altitude.
Les vestiges du château font l’objet d’un classement au titre des monuments historiques par arrêté du 1er octobre 1841 et par le Journal officiel de la République française du 16 février 1930.

## Historique

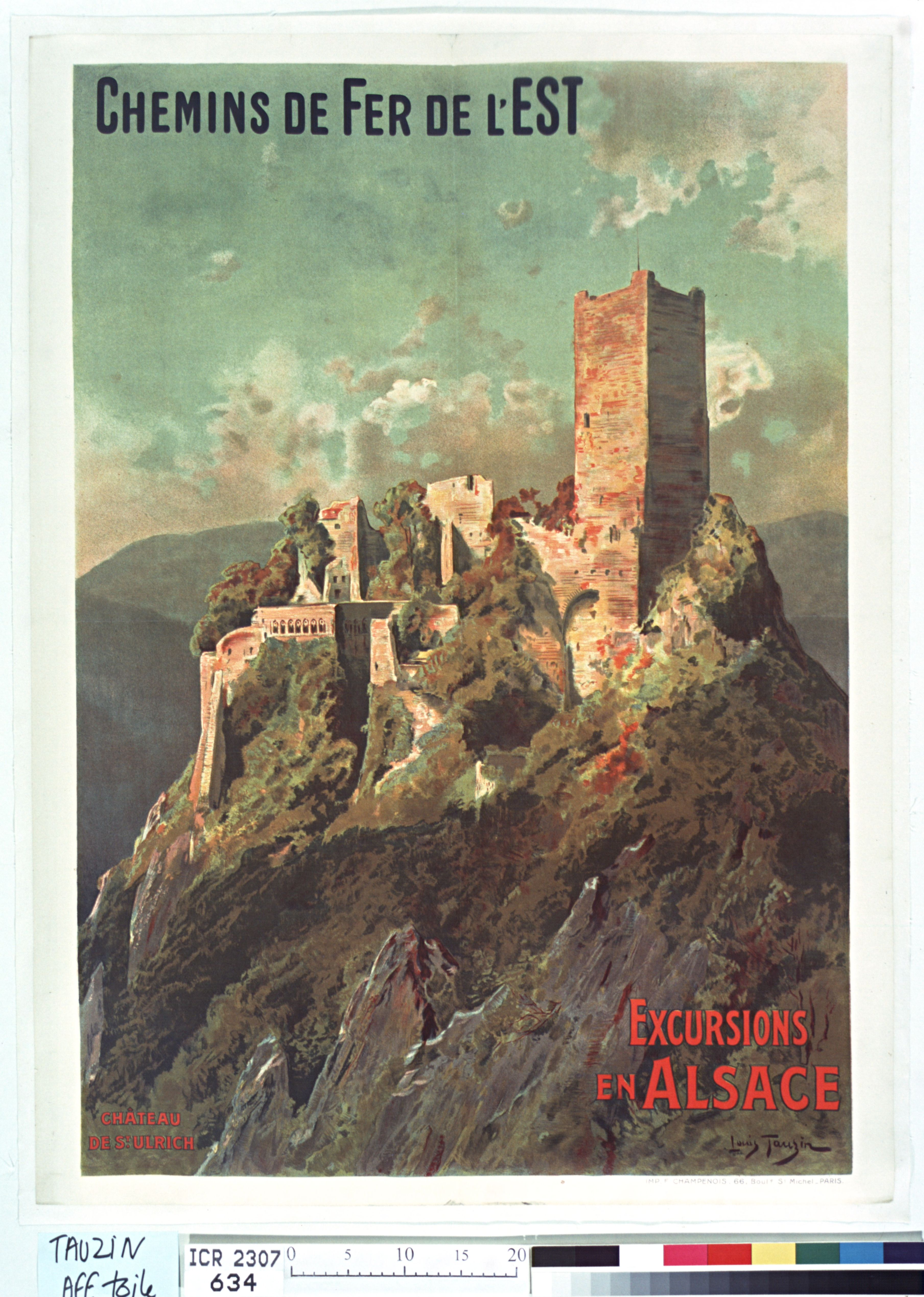
Affiche de Louis Tauzin (1900).

Le nom du site est dû à la chapelle dédiée à saint Ulrich, évêque d'Augsbourg, qui se trouve dans le château. Les textes médiévaux, quant à eux, ne font nullement usage de ce nom : le château portait à l'origine le nom de la famille de Ribeaupierre qui y avait installé le siège de leur seigneurie.
Le château est mentionné pour la première fois en 1038 sous le nom de « rocher de Reginbald », faisant sans doute référence au seigneur Reginboldi qui apparaît dans les sources au début du XIe siècle. Le 21 mars 1084, l’empereur Henri IV du Saint-Empire remet ce château au prince-évêque de Bâle. Son successeur, Henri V, récupère la fortification en 1114 pour s'en servir comme point d'appui dans sa guerre contre les comtes d'Eguisheim. Frédéric Ier Barberousse l'attribue ensuite à l’un de ses fidèles, Egenolphe d'Urslingen, vers 1163. Mort vers 1188, ce dernier a sans doute épousé Emma, héritière des premiers seigneurs du château. Entre les XIIe et XVIe siècles, il est la principale résidence des Ribeaupierre.
Le titre de « sire de Ribeaupierre » apparaît pour la première fois en 1219 pour qualifier les petits-fils d’Eguenophe qui ont pris le nom du lieu. Anselme II de Ribeaupierre qui chasse les autres membres de sa famille du château, y soutint victorieusement deux sièges en 1287 contre Rodolphe Ier du Saint-Empire, roi des Romains et en 1293 contre son successeur, Adolphe Ier.
Une criminelle célèbre, la dame Cunégonde d'Hungerstein (de son nom de jeune fille Billing de Willsperg) est enfermée au XVe siècle pendant près de vingt ans dans le donjon et tente de s'en échapper avec la complicité du guetteur. Elle était accusée d'avoir étranglée en 1487 Guillaume de Hungerstein, son mari, vassal des Ribeaupierre, établi à Guebwiller.
Le château possède une très belle architecture militaire du Moyen Âge dans la plaine d'Alsace qui comprenait un donjon érigé au XIIe siècle et un logis avec une cheminée du XIIe siècle. Au XIIIe siècle, la salle des chevaliers est décorée de neuf belles fenêtres de style roman que l'on peut encore apercevoir. Vers 1435, est érigée la chapelle consacrée à saint Ulrich. La famille des Ribeaupierre quitte ce château pour un château de style Renaissance (l'actuel lycée de Ribeauvillé) dans lequel le centre administratif de la seigneurie est transféré en 1518. Par la suite, le château est démantelé durant la guerre de Trente Ans.

## Description
Les vestiges actuellement visibles datent de plusieurs époques : le donjon carré et le corps de logis sont datés du XIIe siècle, la salle des chevaliers, et la grande tour d'habitation du XIIIe siècle, alors que la barbacane d'entrée et l'enceinte extérieure sont du XIVe siècle.
Le château est réaménagé vers 1200 et doté d'un bâtiment d'apparat dont seul le niveau inférieur est conservé. Il s'éclaire par des fenêtres géminées surmontées d'oculus et est doté de banquettes latérales,.
La chapelle Saint-Ulrich est datée du XVe siècle.

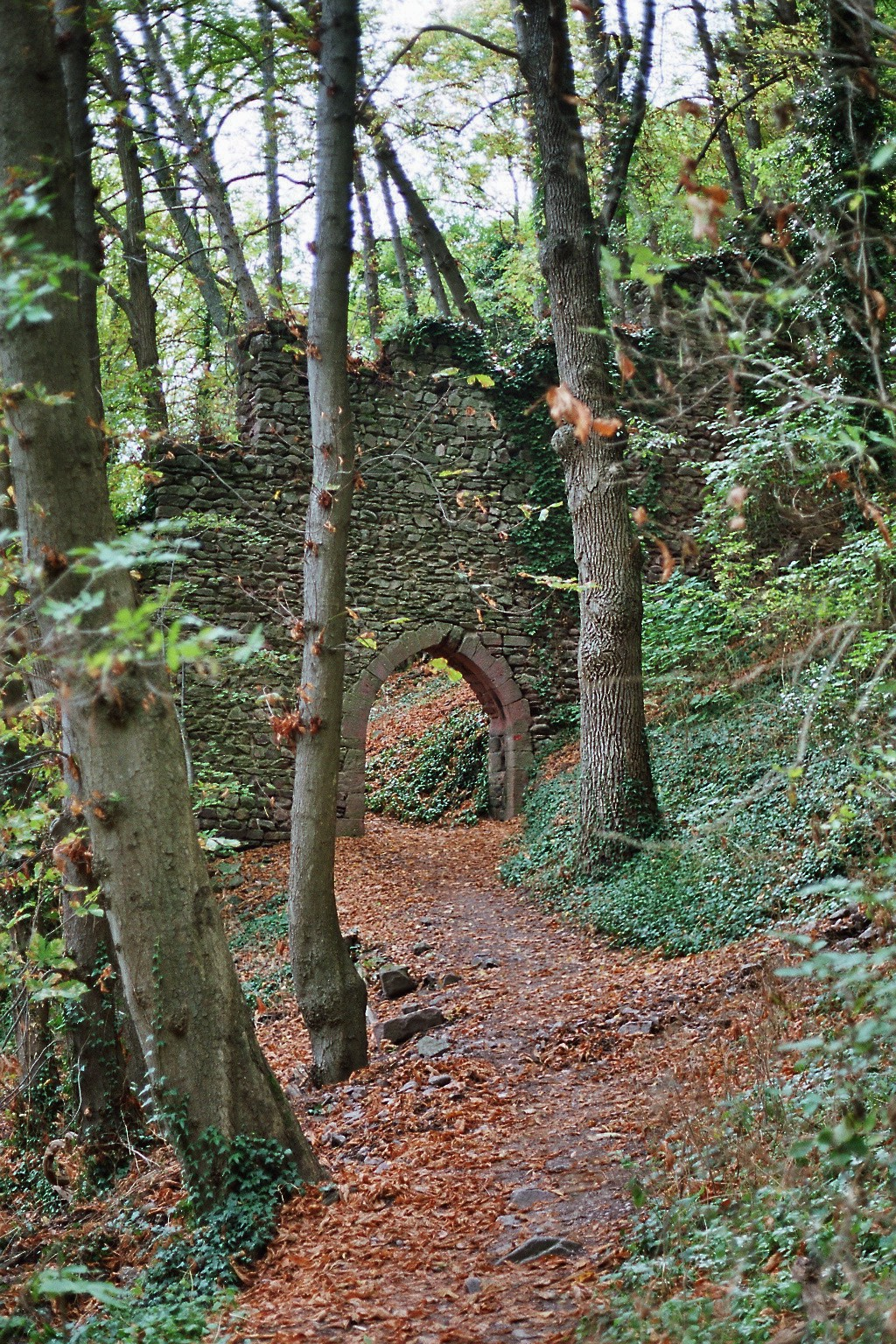
Entrée de l'enceinte extérieure.
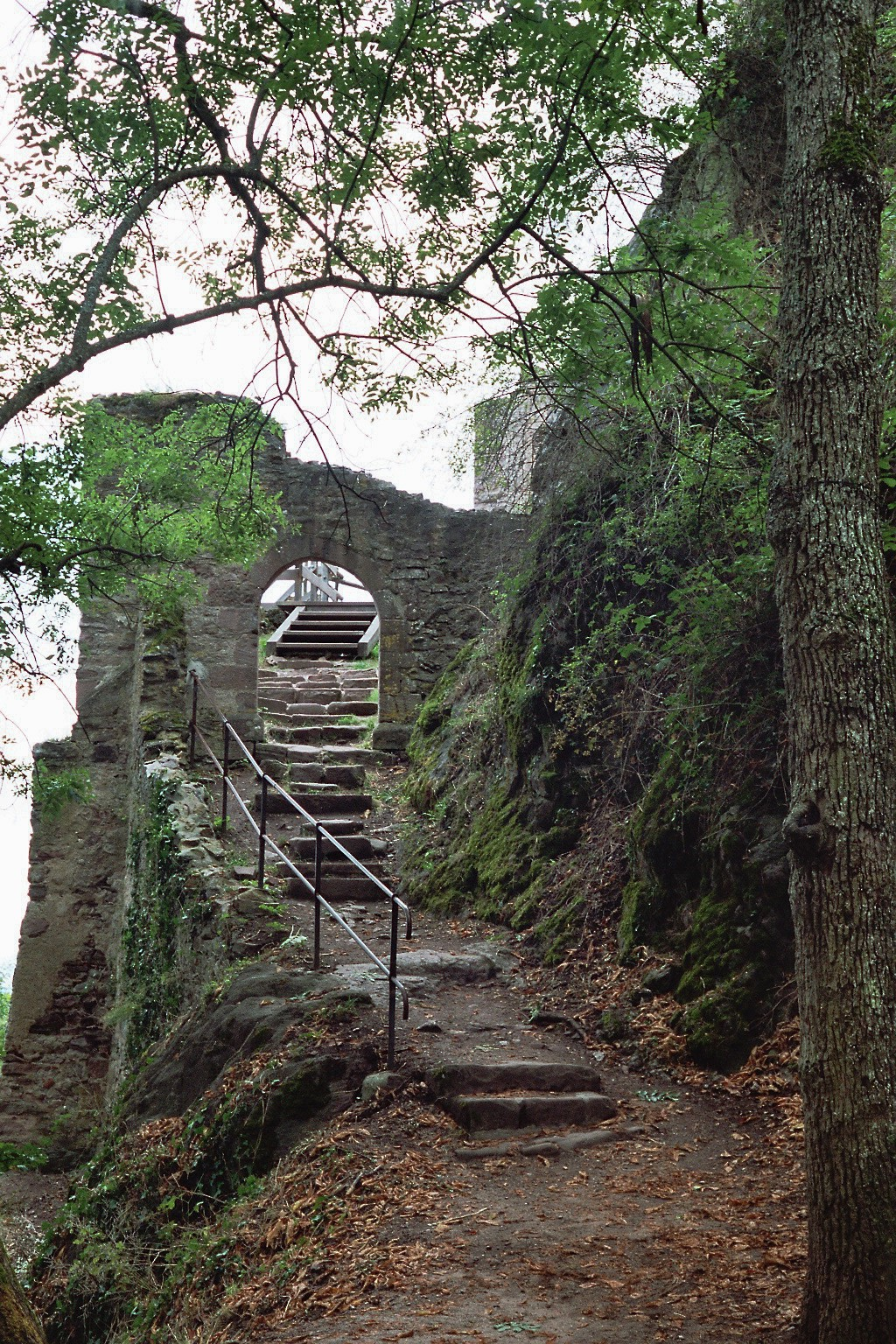
Entrée du château.
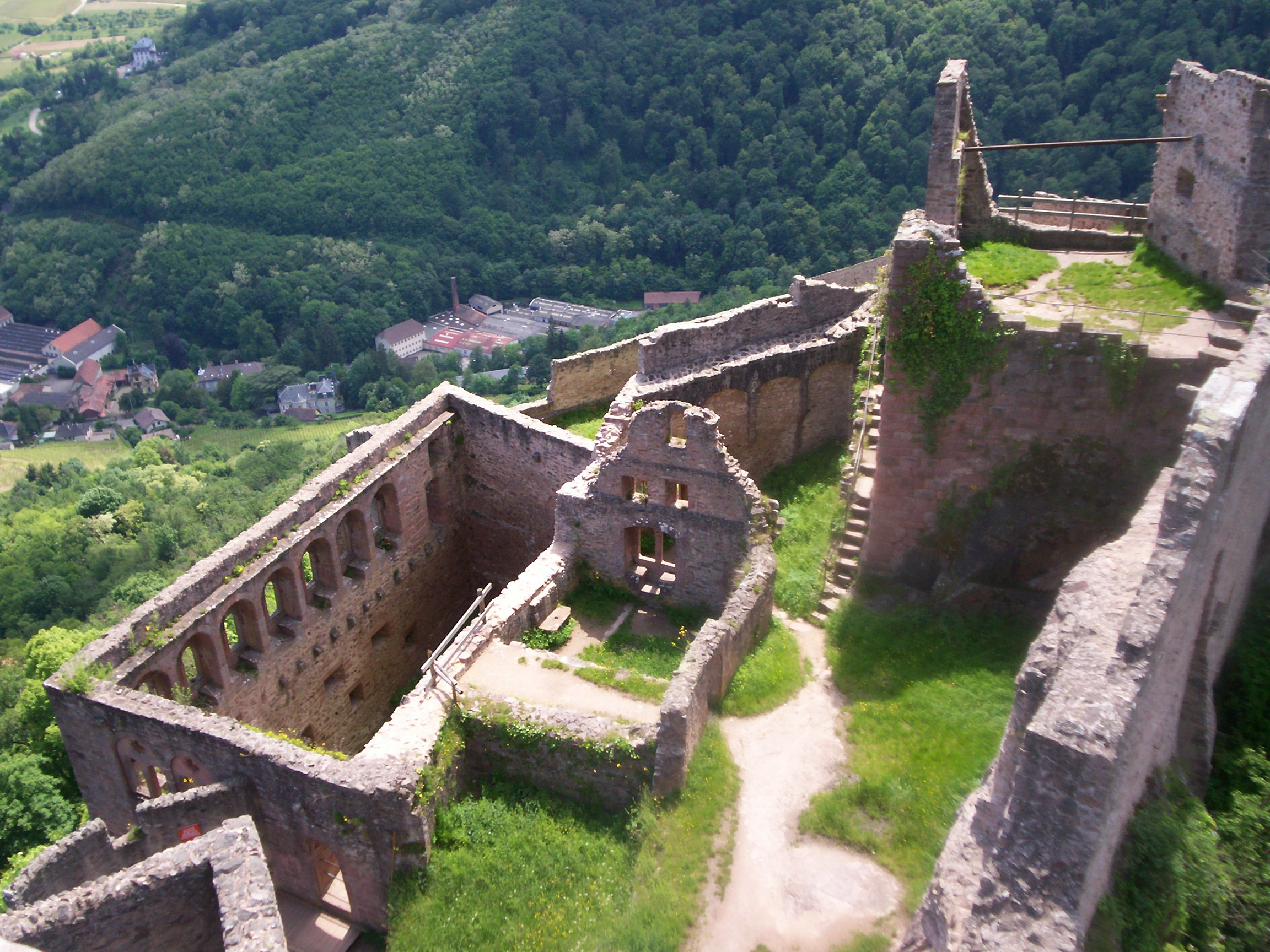
Vue d'ensemble du château à partir de son donjon.
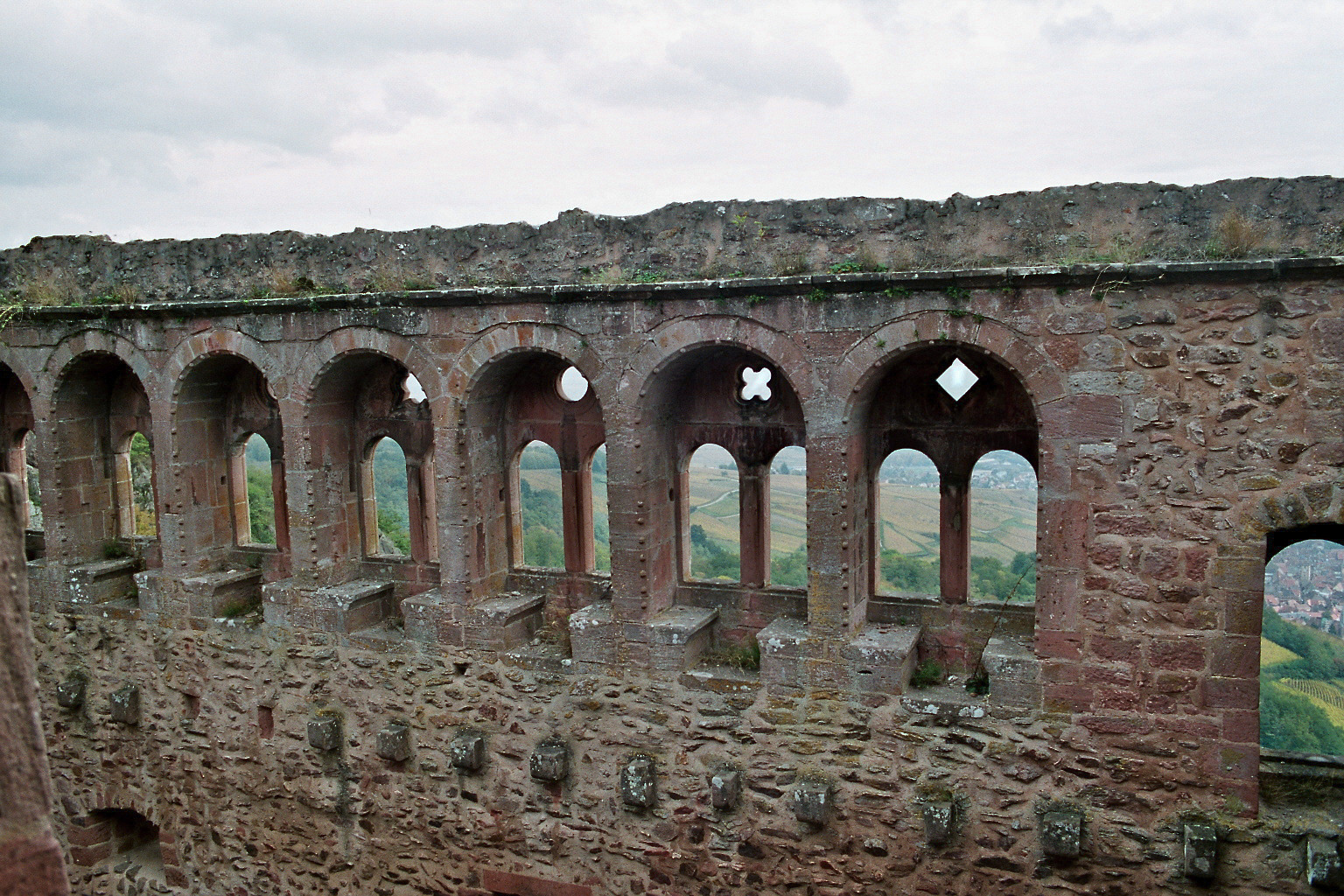
Salle des chevaliers.
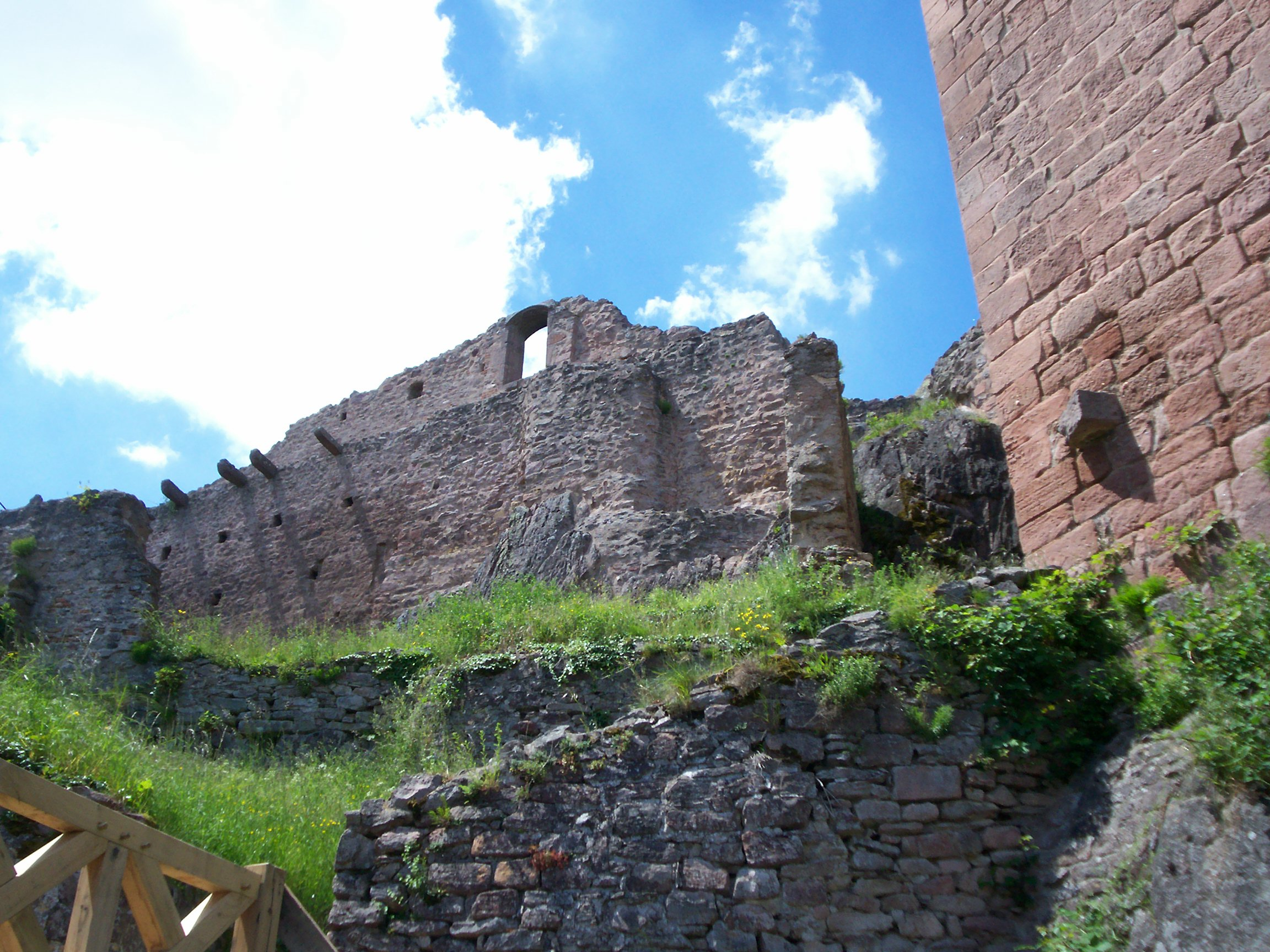
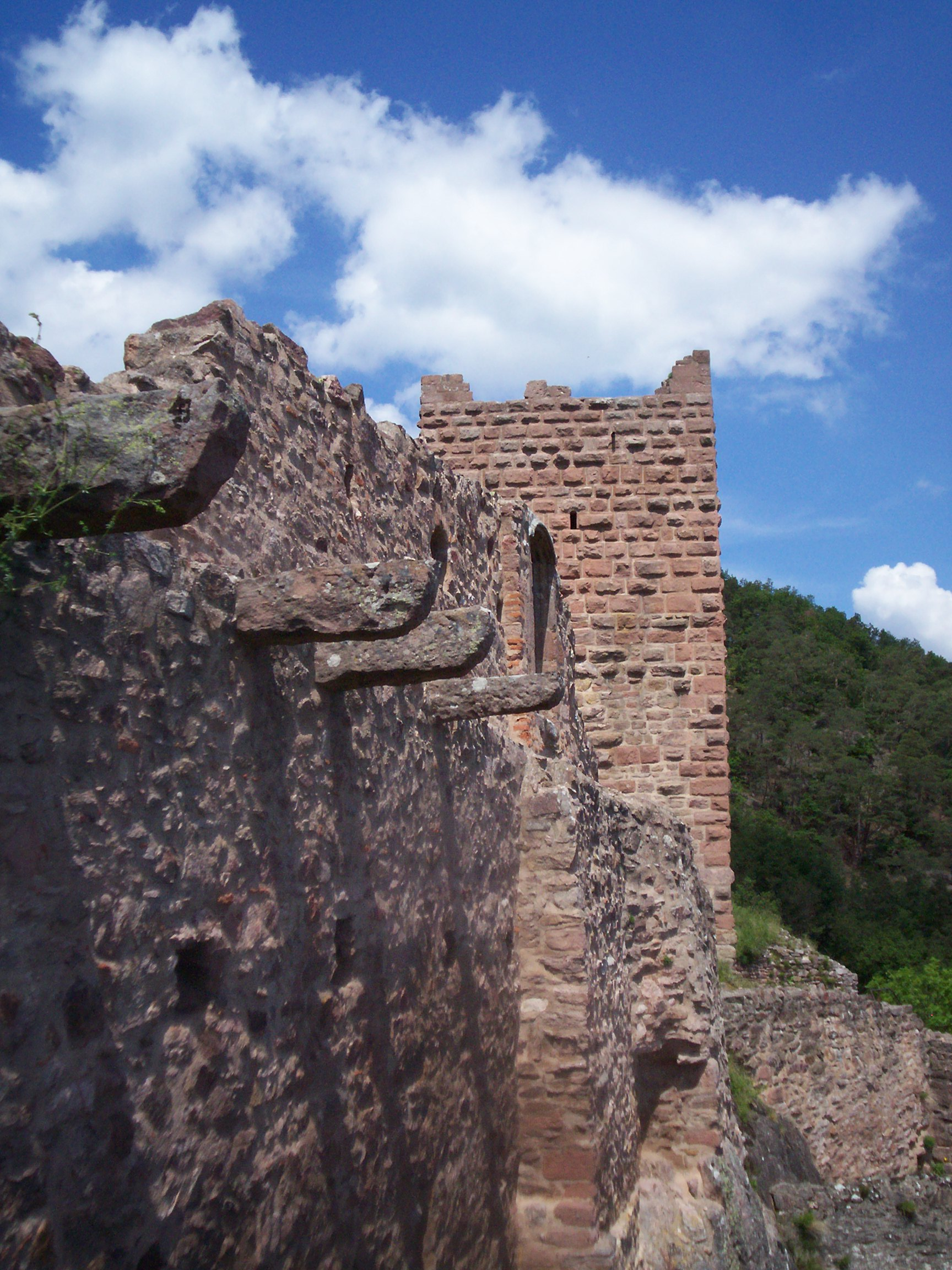
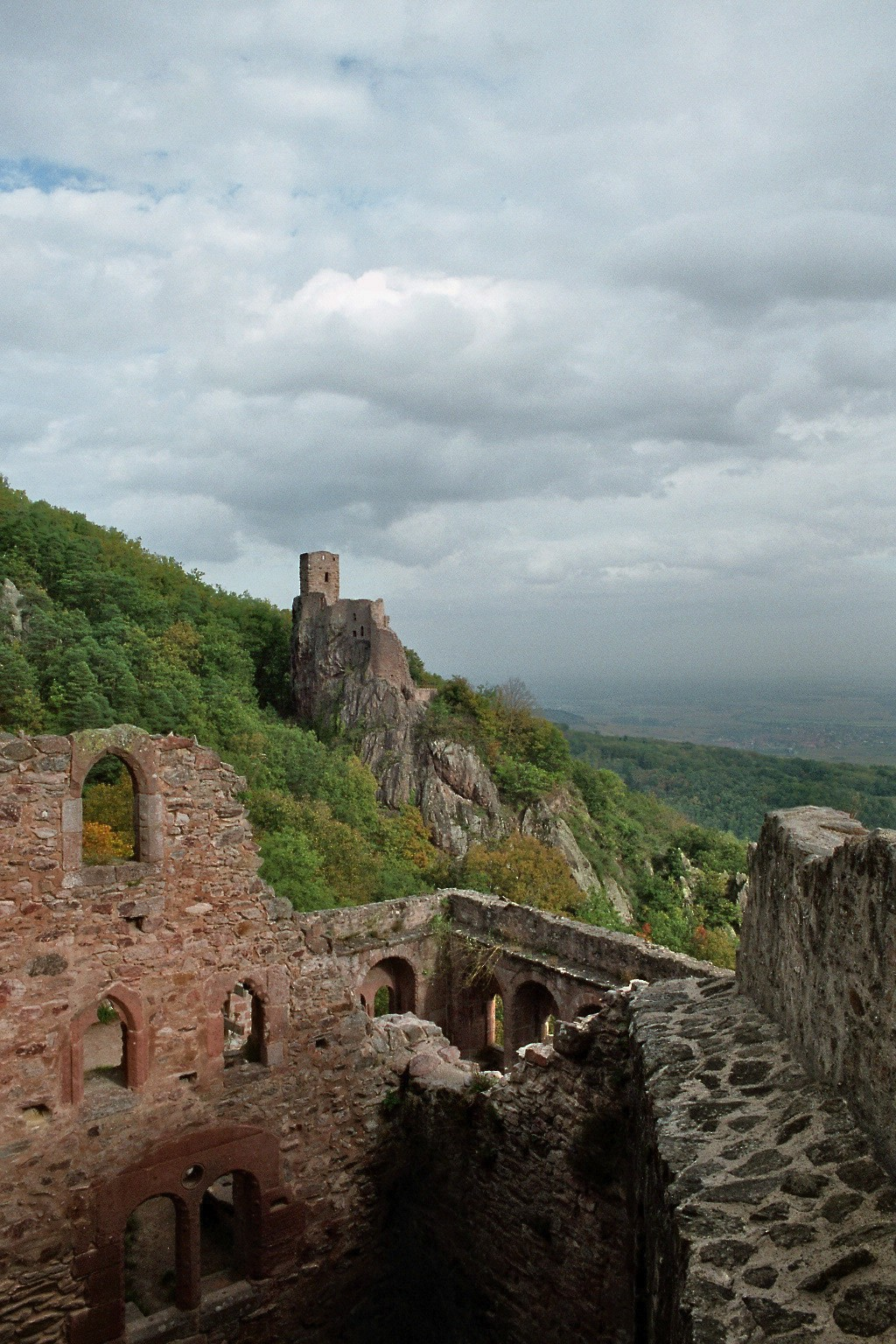
Le château de Grand-Ribeaupierre avec, au fond, le Girsberg.
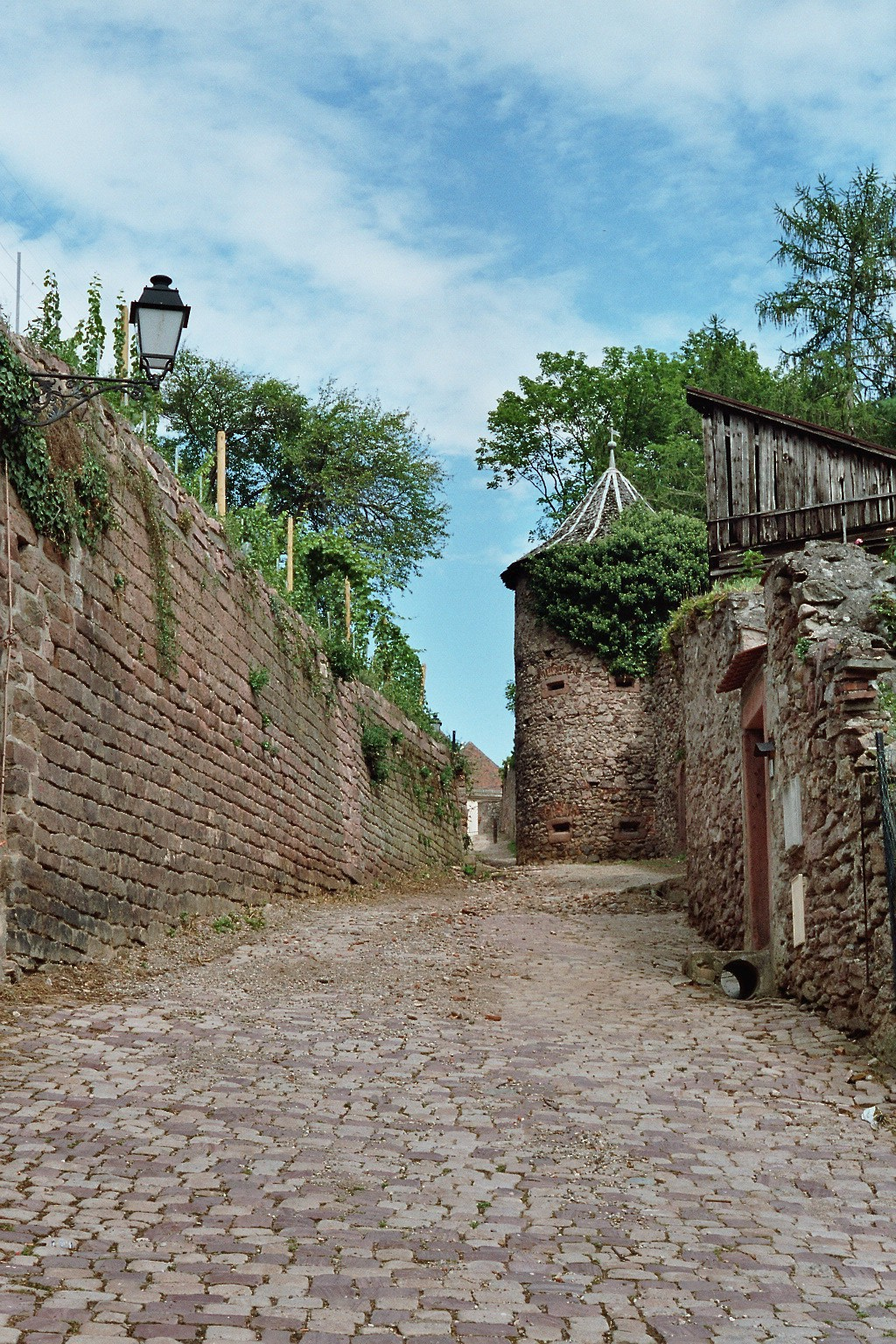
Début du chemin.
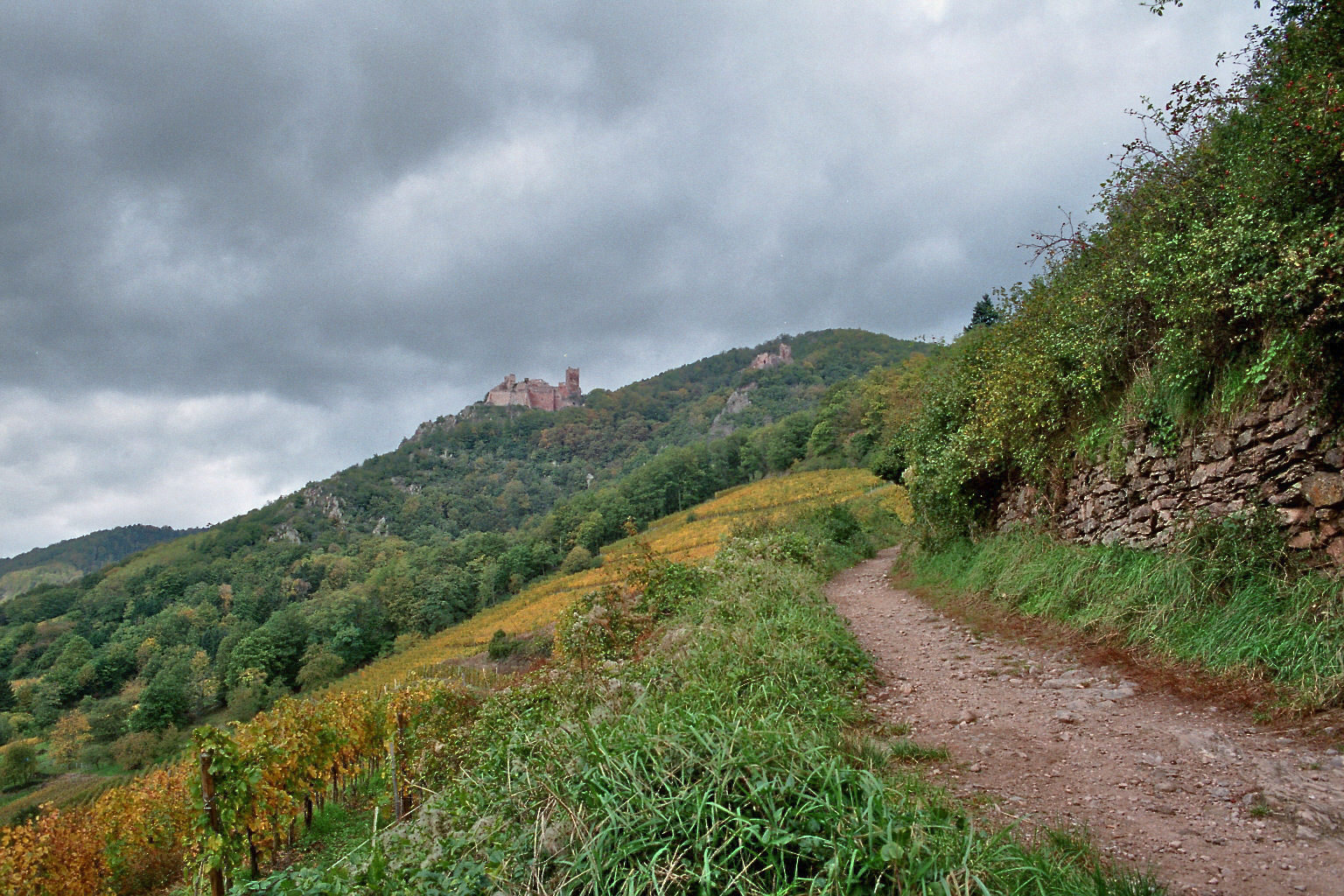
Chemin avec vue sur les châteaux de Grand-Ribeaupierre et du Girsberg.
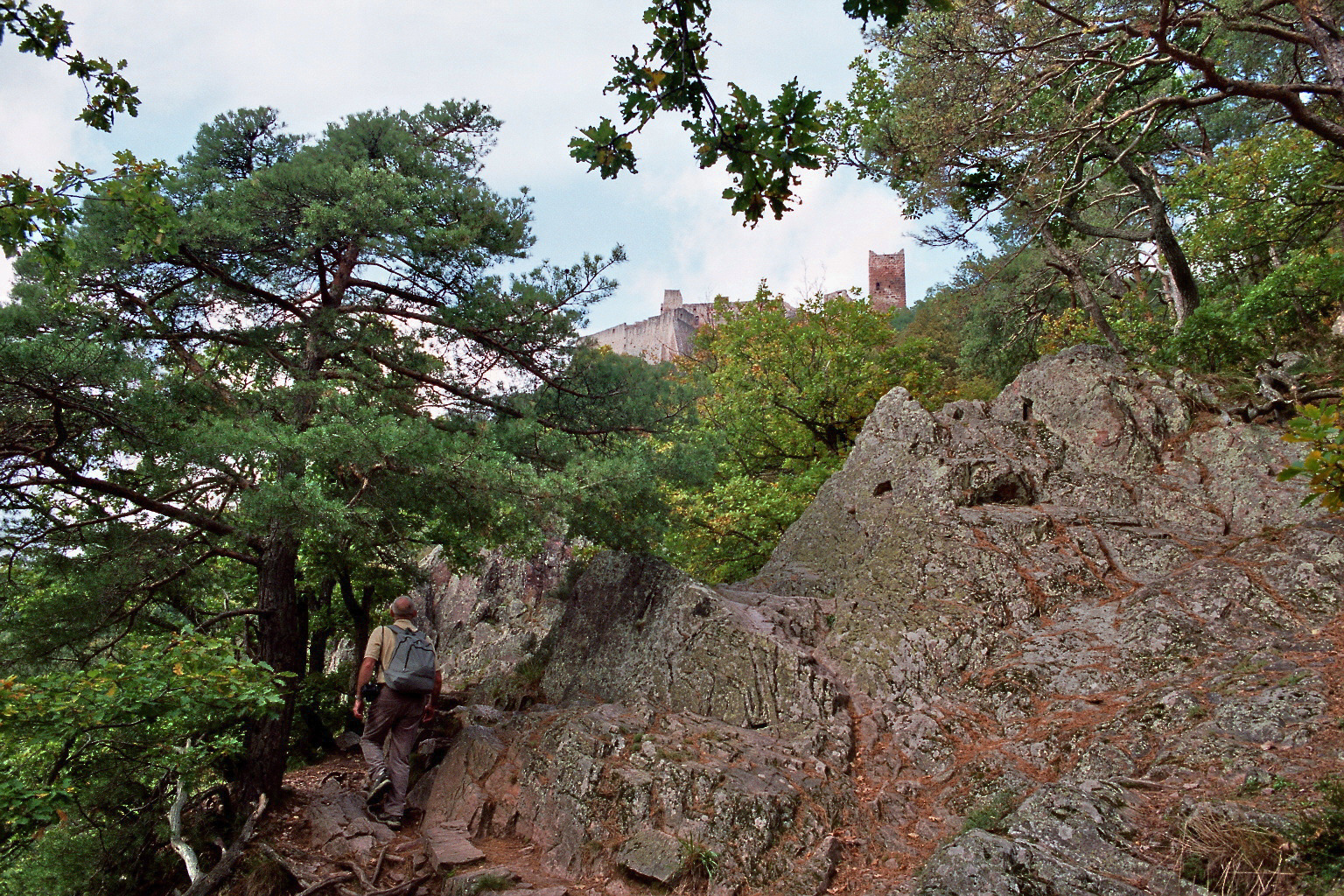
Chemin escarpé avec le château de Grand-Ribeaupierre.
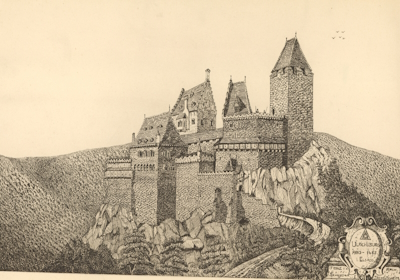
Ulrichsburg anno 1485, eau-forte originale de l'architecte alsacien Franz Scheyder (vers 1906) Source : collection privée